# Kujō Yoshisuke
Kujō Yoshisuke (九条 良輔, [[[1185]] - 1218] Erro: {{japonês}}: texto da transliteração contém caractere não latino (pos 19) (ajuda)), também conhecido como Fujiwara no Yoshisuke, nobre do final do Período Heian da História do Japão, foi o quarto filho do Kampaku Kanezane, sua mãe era filha do Imperador Toba, dama de terceiro escalão, responsável pelo Hachijo In.

## Vida e Carreira
Devido a suas conexões maternas, Yoshisuke passou a infância em Hachijo In onde foi criado e onde aperfeiçoou seu interesse pela história do Japão e por línguas.
Em 1194 foi nomeado Jijū (侍従, camerlengo).
Em 1195 foi nomeado Governador Provisório da Província de Ōmi  (Omi gonno kami).
Em 1201 foi nomeado Governador Provisório da Província de Harima  (Harima gonno kami).
Em 1203 foi nomeado Chūnagon.
Em 1205 foi nomeado Dainagon.
Em 1208 foi nomeado Naidaijin.
Em 1209 foi nomeado Udaijin.
Em 1211 foi nomeado Sadaijin.
No inverno de 1218, Yoshisuke ficou muito doente acometido por varíola e morreu no dia 11 de novembro daquele ano, percebendo que sua morte estava perto - fez o seguinte comentário um dia antes de sua morte: "Eu certamente vou morrer! Embora esta seja uma situação miserável, consegui chegar a esta posição elevada. Portanto, eu sou uma daquelas pessoas de quem pode se dizer que tanto a tristeza como a alegria bateram em sua porta”.
| Precedido por Konoe Iezane        | 52º Sadaijin (1211 - 1218)  | Sucedido por Kujō Michiie       |
| Precedido por Konoe Michitsune    | 87º Udaijin (1209 - 1211)   | Sucedido por Tokudaiji Kintsugu |
| Precedido por Kasannoin Tadatsune | 40º Naidaijin (1208 - 1209) | Sucedido por Tokudaiji Kintsugu |